# Banjosidae
Banjosidae é uma família de peixes da subordem Percoidei, superfamília Percoidea.
Esta família contém um único género, monospecífico: Banjos banjos.
É um peixe nativo das áreas costeiras da zona ocidental do oceano Pacífico, desde o Japão até ao sul do Mar da China
Cresce até um comprimento de 30 cm.
Não está incluída no Livro Vermelho da IUCN.